# Superpowłoka antycentrum
Superpowłoka antycentrum – region w pobliżu antycentrum Galaktyki, emitujący promieniowanie w linii 21 cm. Położony jest w 06h 27m +15° 00′ (lub l = 197°, b = +2° we współrzędnych galaktycznych) blisko granicy gwiazdozbiorów Bliźniąt i Oriona. Jest superpowłoką w Drodze Mlecznej o sferycznym kształcie, wypełnioną dżetami gazu.
Obiekt, odkryty w 1970, był kolejno klasyfikowany przez badaczy jako spiralne ramię Drogi Mlecznej (1972), pobliska złączona galaktyka karłowata (1975) i chmura HVC (1979).
W 1975 Christian Simonson, astronom z Uniwersytetu Maryland opisał obiekt jako mały orzeszek galaktyczny, tuż obok Drogi Mlecznej. Koledzy Simonsona nazwali go Snickers (przez analogię do batonów Milky Way i Snickers – z uwagi na jego położenie w pobliżu Drogi Mlecznej (ang. Milky Way)). Inną nazwą superpowłoki jest 0627-15, pochodząca od jej współrzędnych równikowych.
Superpowłoka antycentrum jest oddalona o ok. 55 000 lat świetlnych (17 kpc) od Słońca. Jej rozmiary są trudne do oszacowania za pomocą obserwacji fal radiowych z uwagi na jej położenie w pobliżu strefy unikania.